# Ahmad al-Faqi al-Mahdi
Ahmad al-Faqi al-Mahdi (también conocido como Abu Tourab), nacido aproximadamente en 1975 en Agoune (Malí), es un exmiembro de Ansar Dine, grupo yihadista salafista tuareg activo durante la guerra de Malí. Participó en el saqueo de monumentos históricos y religiosos en Tombuctú en el verano de 2012. Fue juzgado por crímenes de guerra en 2016 ante la Corte Penal Internacional (CPI) y condenado a 9 años de cárcel. Es la primera persona juzgada ante el tribunal por actos de destrucción de bienes, y también la primera persona en declararse culpable.

## Biografía
Ahmad al-Faqi al-Mahdi nació en Agoune, Malí, a 97 km al oeste de Tombuctú. Pertenece al grupo étnico tuareg y fue miembro de Ansar Dine durante el conflicto que comenzó en 2012 en el norte de Malí. Al-Mahdi trabajó en estrecha colaboración con los líderes del grupo y Al Qaeda del Magreb Islámico cuando ambos grupos tomaron el control de Tombuctú en 2012. Aplicó las decisiones de la «Corte Islámica de Tombuctú» de mayo a septiembre de 2012 y, en septiembre de 2012, lideró la milicia.

## Causa en la CPI
Denunciado a la Corte Penal Internacional (CPI) por el gobierno de Malí, se inició una investigación formal de las denuncias de delitos cometidos desde enero de 2012 en el contexto del conflicto armado en el norte del país. El Tribunal de Justicia dictó una orden de detención internacional contra al-Mahdi el 18 de septiembre de 2015. Según la orden de detención del 30 de junio de 2012 al 10 de julio de 2012 en Tombuctú, al-Mahdi cometió un crimen de guerra al dirigir intencionalmente ataques contra monumentos históricos o edificios religiosos.
Esta es la primera vez que la CPI ha acusado a alguien por crímenes de guerra por atacar edificios religiosos o monumentos históricos, y, por otro lado, se trata también del primer caso de la CPI en relación con Malí. La orden de arresto enumera diez monumentos en Tombuctú, al menos uno de los cuales está catalogado como Patrimonio Mundial, que al-Mahdi saqueó:
- Mausoleo de Sidi Mahmoud Ben Omar Mohamed absuelto
- Mausoleo del jeque Mohamed Mahmoud al-Arawani
- Mausoleo del jeque Sidi Mokhtar Ben Mohammed Sidi Ben Sheikh Alkabir
- Mausoleo de Alpha Moya
- Mausoleo de Sidi Mahmoud Ben Amar
- Mausoleo de Sheikh Mohammed El Micky
- Mausoleo de Cheick Abdoul Kassim Attouaty
- Mausoleo de Ahamed Fulan
- Mausoleo de Bahaber Babadie
- Mezquita Sidi Yahya

El 25 de septiembre de 2015, al-Mahdi fue entregado a la corte por el gobierno de Níger y transferido al Tribunal del Centro de Detención en La Haya, Países Bajos. Su juicio se inició el 22 de agosto de 2016. Se declaró culpable de los cargos de destrucción de nueve mausoleos y una mezquita.
Al-Mahdi es la primera persona en declararse culpable de un cargo de la CPI, haciendo una declaración expresando remordimiento y aconsejando a otros combatientes que no cometan actos similares.
El 27 de septiembre, al-Mahdi fue sentenciado a nueve años de prisión por la destrucción del patrimonio cultural.
El 17 de agosto de 2017, la sentencia estableció: «La cámara ordena reparaciones individuales, colectivas y simbólicas para la comunidad de Tombuctú, reconoce que la destrucción de los edificios protegidos ha causado sufrimiento a las personas en todo Malí y la comunidad internacional, y estima que al-Mahdi es responsable de pagar, por reparaciones, 2,7 millones de euros».